# مينسيو (مغنية)
كيم مين سيو، المعروفة باسم مينسيو (بالكورية: 민서)‏ هي مغنية وممثلة كورية جنوبية، ولدت يوم 9 أبريل 1996 في سول في كوريا الجنوبية.

## روابط خارجية
- Minseo على موقع ميوزك برينز (الإنجليزية)
- Minseo على موقع ميوزك برينز (الإنجليزية)